# OdiakeS
OdiakeS (sinh ngày 22 tháng 3) là một nhà soạn nhạc người Nhật đến từ Tōkyō, Nhật Bản, ông đã làm việc cho nhiều công ty sản xuất visual novel khác nhau. OdiakeS khởi đầu sự nghiệp âm nhạc trong tác phẩm ONE ~Kagayaku Kisetsu e~ của Tactics. Khi các nhân viên thực hiện ONE rời Tactics để thành lập công ty Key, OdiakeS trở thành một thành viên của Key và đóng góp trong việc soạn nhạc cho tựa game đầu tiên của Key là Kanon. Sau khi hoàn thành Kanon, OdiakeS từ chức ở Key và trở thành một nghệ sĩ độc lập; theo thời gian ông lần lượt làm việc cho nhiều hãng sản xuất visual novel khác nhau. OdiakeS cũng từng hoạt động trong nhóm dōjin SJV-SC do chính ông thành lập.

## Sự nghiệp
OdiakeS bắt đầu sự nghiệp soạn nhạc visual novel của mình với ONE ~Kagayaku Kisetsu e~ do công ty Tactics (thuộc quyền nhà xuất bản Nexton) phát hành năm 1998. Sau khi hoàn thành ONE, OdiakeS cùng nhiều nhân viên thực hiện ONE, trong đó có Maeda Jun, Hinoue Itaru, Orito Shinji và Hisaya Naoki, đã rời Tactics và đến làm việc cho công ty phát hành trò chơi điện tử Visual Art's, nơi họ cùng nhau thành lập Key (một công ty con cũng thuộc quyền Visual Art's). Tại Key, OdiakeS làm việc trong phần âm nhạc cho tựa game đầu tiên của họ là Kanon, phát hành năm 1999, đây cũng là một trò chơi rất nổi tiếng trong thị trường bishōjo game Nhật Bản. Mặc dù đang giữ cương vị là một trong những thành viên chủ chốt của Key lúc bấy giờ, OdiakeS đã từ chức ở công ty này sau khi Kanon xuất xưởng và trở thành một nhạc sĩ độc lập. Sau đó OdiakeS có quay lại Key hai lần trong một thời gian ngắn, lần thứ nhất là vào năm 2000 để giúp đỡ trong việc hòa âm album Ornithopter của AIR, lần thứ hai là vào năm 2004 để đóng góp cho album remix -Memento- của CLANNAD.
Dù không còn liên hệ với các công ty hay nhà xuất bản, OdiakeS vẫn cung cấp nhạc cho các visual novel của nhiều hãng sản xuất khác nhau. Năm 2000 là khoảng thời gian bận rộn của OdiakeS khi ông đóng góp nhạc phẩm của mình cho ít nhất sáu visual novel của bốn công ty riêng biệt. Ba trong số đó là các tựa game của Janis, gồm: London Star: Koi no Double Click, Watashi no Arika. và Triangle Heart 3: Sweet Songs Forever; ba game còn lại là Omakase Dōkōkai của Rain Software, Remel của Usagi Kurabu và Prism Heart của Pajamas Soft. OdiakeS tiếp tục cộng tác với Pajamas Soft từ năm 2001 đến năm 2002 với hơn ba trò chơi khác của công ty này: Prism Box, Pandora no Yume và Pandora no Bikkuri Hako. Cũng trong năm 2002, OdiakeS cung cấp nhạc cho Yuihashi của công ty Windmill, cùng với Panic!! Kero Kero Kingdom của Pajamas Soft. Năm 2003, ông tiếp tục công việc với Punitsuma: Okusan wa Anata Iro của Puchi Pajama, và một lần nữa quya lại Pajamas Soft cho tựa game Pizzicato Polka: Suisei Maboroshi Yoru của họ. Sang năm 2004, OdiakeS tham gia sáng tác nhạc cho một loạt các trò chơi của nhiều công ty, đó là Hana Maru! của TinkerBell, Oku-sama wa Miko? R: Pretty Fiancee của Pajamas Soft, White Breath: With Faint Hope của F&C và Pure Maid: Kise Kaeshite ne của Puchi Pajama. OdiakeS làm việc với hai tựa game khác trong năm 2005, đó là Chikan Mono Thomas II của Xuse và Happiness! của Windmill. Năm 2006, ông một lần nữa giúp soạn nhạc cho Pajamas Soft trong phần tiếp theo của Prism Heart là Prism Ark, cùng với trò chơi Ina ☆ Koi! Oinari-sama to Motemote no Tatari của Whirlpool và Hime Nin: Sakura của Limit Max. Năm 2007, OdiakeS cung cấp nhạc cho Arpeggio: Kimi Iro no Melody của hãng Siesta và Prism Ark: Love Love Maximum của Pajamas Soft. Năm 2008, OdiakeS biến tấu hai bài hát trong album hòa âm lại Kira-Kira Sound Festival của tựa game Twinkle Crusaders cho thương hiệu chị em của Pajamas Soft là Lillian. Cùng năm đó, OdiakeS cung cấp nhạc cho tựa game MagusTale Infinity của công ty Whirlpool.